# Margaret Woodrow Wilson
Margaret Woodrow Wilson (ur. 16 kwietnia 1886 w Gainesville, Georgia, zm. 12 lutego 1944 w Pondicherry, Indie) – pierwsza dama Stanów Zjednoczonych od 6 sierpnia 1914 do 18 grudnia 1915 jako córka prezydenta Woodrowa Wilsona.

## Biografia
Urodziła się 16 kwietnia 1886 w Gainesville w stanie Georgia, jako najstarsza z trójki córek Woodrowa i Ellen Wilson. 
6 sierpnia 1914 w wyniku śmierci jej matki Ellen Wilson została pierwszą damą USA. 18 grudnia 1915 przestała nią być, kiedy jej ojciec, urzędujący prezydent Woodrow Wilson, wziął ślub ze swoją drugą żoną – Edith Wilson.
W 1938 wyjechała do Indii, gdzie wstąpiła do aśramy. 12 lutego 1944 w Pondicherry zmarła na infekcję nerek, została pochowana w Indiach. Była niezamężna i bezdzietna.